# La Vie sur un fil
Pour plus de détails, voir Fiche technique et Distribution.
La Vie sur un fil (边走边唱, Biān zǒu biān chàng) est un film chinois réalisé par Chen Kaige, sorti en 1991.

## Synopsis
Un vieux musicien aveugle parcourt le pays avec son jeune disciple Shitou, aveugle lui aussi.

## Fiche technique
- Titre : La Vie sur un fil
- Titre original : 边走边唱, Biān zǒu biān chàng
- Réalisation et scénario : Chen Kaige
- Pays d'origine : Chine
- Format : Couleurs - 1,66:1 - Dolby - 35 mm
- Genre : Drame
- Durée : 110 minutes
- Date de sortie : 1991

## Distribution
- Liu Zhongyuan : vieux maître
- Huang Lei : Shitou
- Xu Qing : Lanxiu
- Zhang Jinzhan : père de Lanxiu
- Zhang Zhengyuan : marchand de nouilles
- Ma Ling : femme du marchand de nouilles
- Yao Erga : homme en retard chez le marchand de nouilles
- Zhong Ling : pharmacien